# Horst Ring
Horst Ring (* 19. September 1939 in Salzwedel) ist ein deutscher Maler und Grafiker.

## Leben und Werk
Ring machte 1957 an der Friedrich-Ludwig-Jahn-Oberschule in Salzwedel das Abitur. Von 1957 bis 1958 absolvierte er ein Praktikum im VEB Graphische Werkstätten Leipzig. 1958 bis 1960 war er als Soldat der Nationalen Volksarmee in Leipzig. In dieser Zeit besuchte er Abendkurse an der Hochschule für Grafik und Buchkunst Leipzig.
Danach studiert er bis 1966 bei Hans-Theo Richter an der Hochschule für Bildende Künste Dresden. Seine Diplomarbeit, die Holzschnittfolge Kombinat ‘Schwarze Pumpe‘ fertigte er bei einem Aufenthalt im Kombinat Schwarze Pumpe. In ihr setzte er sich mit den Veränderungen der Landschaft durch den Kohleabbau auseinander. Da sich daraus weitere Aufträge des ergaben, zog Ring mit Frau und Kindern 1966 nach Cottbus. Dort lebt und arbeitet er seitdem freischaffend als Maler und Grafiker. Ring war bis 1990 Mitglied des Verbands Bildender Künstler der DDR.
Er bearbeitete in der DDR vor allem Aufträge für baubezogene Werke u. a. an Schulen, öffentlichen Gebäuden, Schwimmhallen und Wohnhäuser vor allem in Cottbus. Nach dem Ende der DDR brach diese Einnahmequelle für Ring fast vollständig weg. Mehrere seiner Werke wurden im Zuge von baulichen Maßnahmen entfernt oder zerstört.
Ring arbeitet nun vor allem auf dem Gebiet der Malerei, freien Grafik (Holzschnitt, Radierung, Lithografie) und Zeichenkunst. Seine expressiven Gemälde entstehen seit einigen Jahren grundsätzlich im Format 90 × 90 cm in Acryl auf Baumwolle, Zeichnungen im Format 10 × 10 cm.
Studienreisen führten Ring u. a. nach Usbekistan, Armenien, Syrien, Mexiko, Peru, China, Chile, Nepal und Tibet.

## Werke (Auswahl)

### Werke der letzten Zeit im öffentlichen Raum
- Äolsharfe (Plastik aus Edelstahl; im Hof des Konservatoriums Cottbus; 2002)[3]
- Krebs (Plastik aus Edelstahl; vor dem Stadthaus Cottbus; errichtet 2012)[4]

### Gemälde und Druckgrafik
- Buchara (1971, Gouache, 29,5 × 41 cm)[5]
- Biblisch. Der Dorn im Auge[6]
- Chile. Valle de la Esperanza Ultima.[6]

## Ausstellungen (unvollständig)

### Einzelausstellungen
- 2009, Cottbus, Stadtmuseum
- 2013 Cottbus, Rathaus (Bilder der Syrien-Reise 1983)
- 2015 Cottbus, Rathaus am Neumarkt („Im Bilde“; Bilder seit 2009)
- 2017 Cottbus, SPD-Bürgerbüro

### Teilnahme an zentralen und wichtigen regionalen Ausstellungen in der DDR
- 1967/1968: Dresden, VI. Deutsche Kunstausstellung
- 1969, 1974, 1979 und 1984: Cottbus, Bezirkskunstausstellungen
- 1975 und 1979: Schwerin, Staatliches Museum („Farbige Grafik in der DDR“)
- 1976: Karl-Marx-Stadt, Städtische Museen („Jugend und Jugendobjekte im Sozialismus“)
- 1977: Leipzig, Messehaus am Markt („Kunst und Sport“)
- 1982: Cottbus, Kunstsammlung Cottbus („Aspekte Cottbuser Kunst“)
- 1986: Magdeburg, Kloster Unser Lieben Frauen („Grafik in den Kämpfen unserer Tage“)
- 1986: Cottbus, Staatliche Kunstsammlungen („Bekenntnis und Tat“)